# Ail rose
Allium roseum
Pour les articles homonymes, voir Ail.
Espèce
Classification APG III (2009)
L'Ail rose (Allium roseum) est une espèce de plantes herbacées vivaces de la famille des Amaryllidaceae.

## Description
C'est une plante assez petite, parfois en touffe, qui forme de nombreux bulbilles. Les fleurs rose clair sont en cloches ou en coupes, groupées en ombelle lâche. Le spathe persiste en plusieurs lobes.
C'est une plante des prés secs, des rocailles, des lieux cultivés, surtout au sud de l'Europe. 

## Caractéristiques
- organes reproducteurs :
  - Type d'inflorescence : ombelle simple
  - répartition des sexes : hermaphrodite
  - Type de pollinisation : entomogame
  - Période de floraison : avril à juin
- graine :
  - Type de fruit : capsule généralement à une graine
  - Mode de dissémination : barochore
- Habitat et répartition :
  - Habitat type : friches vivaces rudérales pionnières, mésoxérophiles, subméditerranéennes
  - Aire de répartition : méditerranéen

données d'après : Julve, Ph., 1998 ff. - Baseflor. Index botanique, écologique et chorologique de la flore de France. Version : 23 avril 2004. 